# Tren de cercanías Lima-Chosica

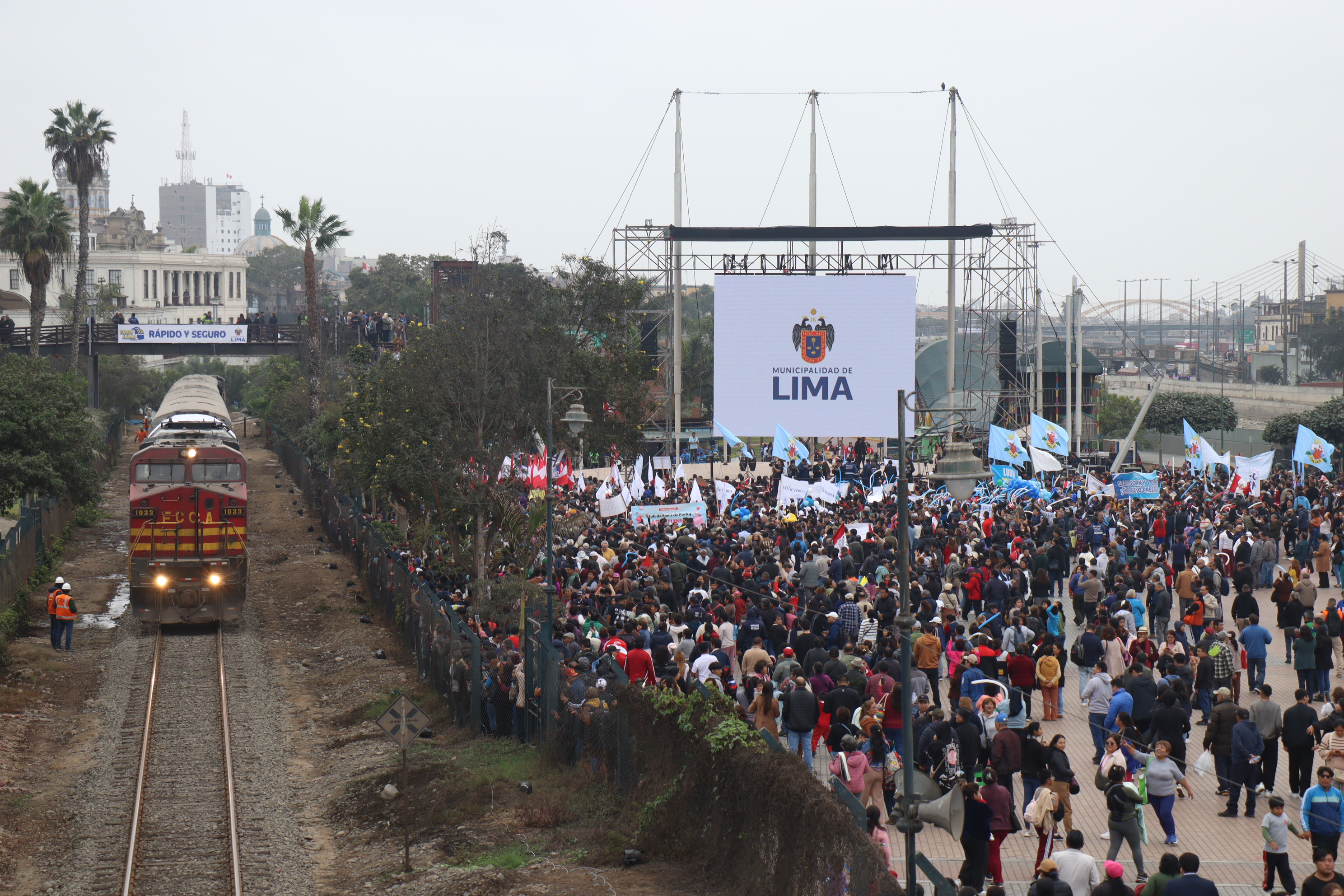
Llegada del Tren Lima-Chosica al Parque de la Muralla.

El Tren de cercanías Lima-Chosica (o tren suburbano de Lima ) es un proyecto de reactivación y modernización de una parte de la línea del Ferrocarril Central, que conecta con varios puntos de Lima Metropolitana (Perú). El proyecto busca trasladar rápidamente a los pasajeros de Lima a Chosica para evitar los atascos de tráfico en la capital peruana.

## Historia
La línea ferroviaria Lima-Chosica fue inaugurada en el siglo XIX como parte de la ruta del Ferrocarril Central, inicialmente para facilitar el transporte de carga y pasajeros entre la costa y la sierra central del país. Durante gran parte del siglo XX, esta vía ferroviaria tuvo un papel importante en la conectividad regional y el desarrollo económico, especialmente para las comunidades a lo largo del valle del río Rímac. Por ejemplo, destacaba en el transporte de leche de vaca.
La ruta de pasajeros empezaba en la estación de Desamparados y terminaba en la de Chosica, una de las ciudades más concurridas. Dejó de operar con regularidad en la década de 1950. Más adelante, la empresa operadora fue privatizada debido a la creación del Consorcio Ferrocarriles del Perú, cuyos integrantes eran, entre otros, Rafael López Aliaga y Juan de Dios Olaechea. José Zumarán señalaba que el tren solo circulaba dos veces al día por Chosica, una de ida por la mañana y otra de vuelta por la noche.

### Primeras propuestas de reactivación
Para finales de los años 1980, las empresas Lavalin International y Canadian Commercial Corporation presentaron un proyecto de ruta rápida de 46 kilómetros entre Callao y Chosica. En la década de 1990, la Municipalidad Metropolitana de Lima (MML) consideró reutilizar la antigua ruta ferroviaria abandonada.
Entre 2002 y 2020, la Municipalidad de Lima, el Estado peruano y la empresa Ferrovías Central Andina (propietaria de la antigua línea para el transporte de pasajeros y carga desde 1999) negociaban la aprobación de la ruta, pero no se llegó a ningún acuerdo.

### Reactivación y donación de material rodante

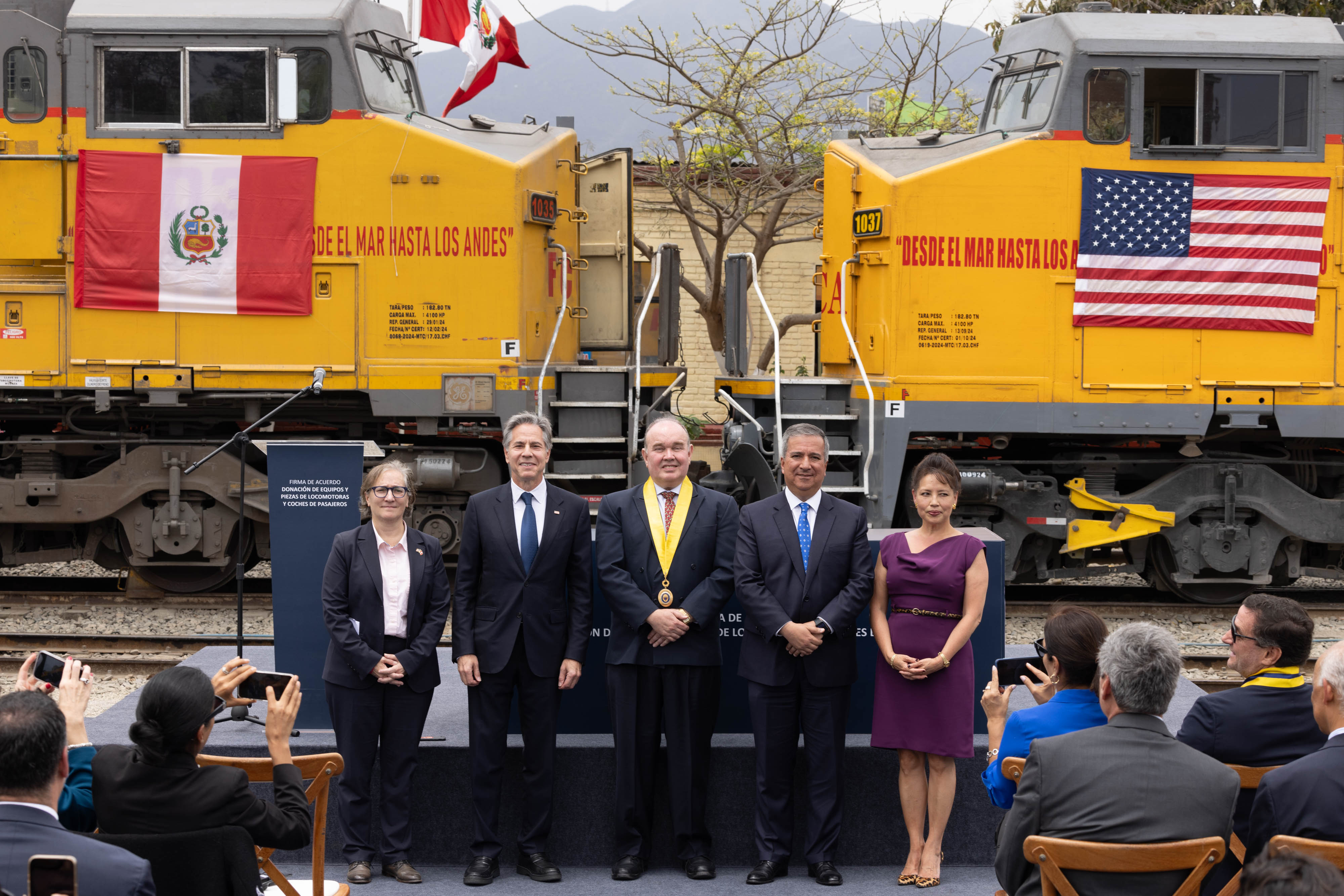
Ceremonia de donación de los trenes Caltrain, en la que participaron Antony Blinken y Rafael López Aliaga.

En 2023, la Municipalidad de Lima oficializó la construcción de la futura ruta que conectará el centro de la ciudad con el este. Se estima que tendrá 36.8 km de longitud y atravesará cinco distritos. Al año siguiente, el alcalde Rafael López Aliaga, el presidente de Ferrovías Central Andina, Juan de Dios Olaechea, el secretario de Estados Unidos, Antony Blinken, y la directora de Caltrain, Michelle Bouchard, mantuvieron una reunión sobre la adquisición del material rodante.
En 2025, la municipalidad acordó que Caltrain, el sistema ferroviario de cercanías de la bahía de San Francisco, entregara gratuitamente el material rodante.  Esta flota incluye locomotoras diésel y coches fabricados entre las décadas de 1970 y 1980, retirados debido al proceso de electrificación de Caltrain.
El material donado, que supuso un ahorro económico inicial, ha generado preocupaciones técnicas. En realidad, se iba a poner a la venta por su antigüedad. Estaba propenso a averías, por lo que se necesitaría un mantenimiento intensivo y una adaptación tecnológica para poder operar en Lima.  Además, al ser diésel, generaría mayores emisiones contaminantes que los sistemas eléctricos modernos. Aunque la empresa Ferrovías Central Andina se comprometió a almacenar los vagones en la antigua estación Monserrat (hoy cerrada al público), se negó a hacerse cargo del mantenimiento.
La donación también ha generado cuestionamientos por parte de la Superintendencia Nacional de Aduanas y de Administración Tributaria, al detectarse que la municipalidad registró el valor de la donación en 822 millones de soles, 16 veces más que el valor real de los vehículos ferroviarios.
Rafael López Aliaga ha preferido hacer caso omiso a las críticas y culpar a la denominada «izquierda caviar». Además, se enfrentó al Ministerio de Transportes y Comunicaciones, que rechazó fijar una fecha para la marcha blanca del tren de cercanías. Por su parte, el teniente alcalde Renzo Reggiardo propuso al Ejecutivo que declarara al tren de cercanías en situación de urgencia.

## Aspectos técnicos

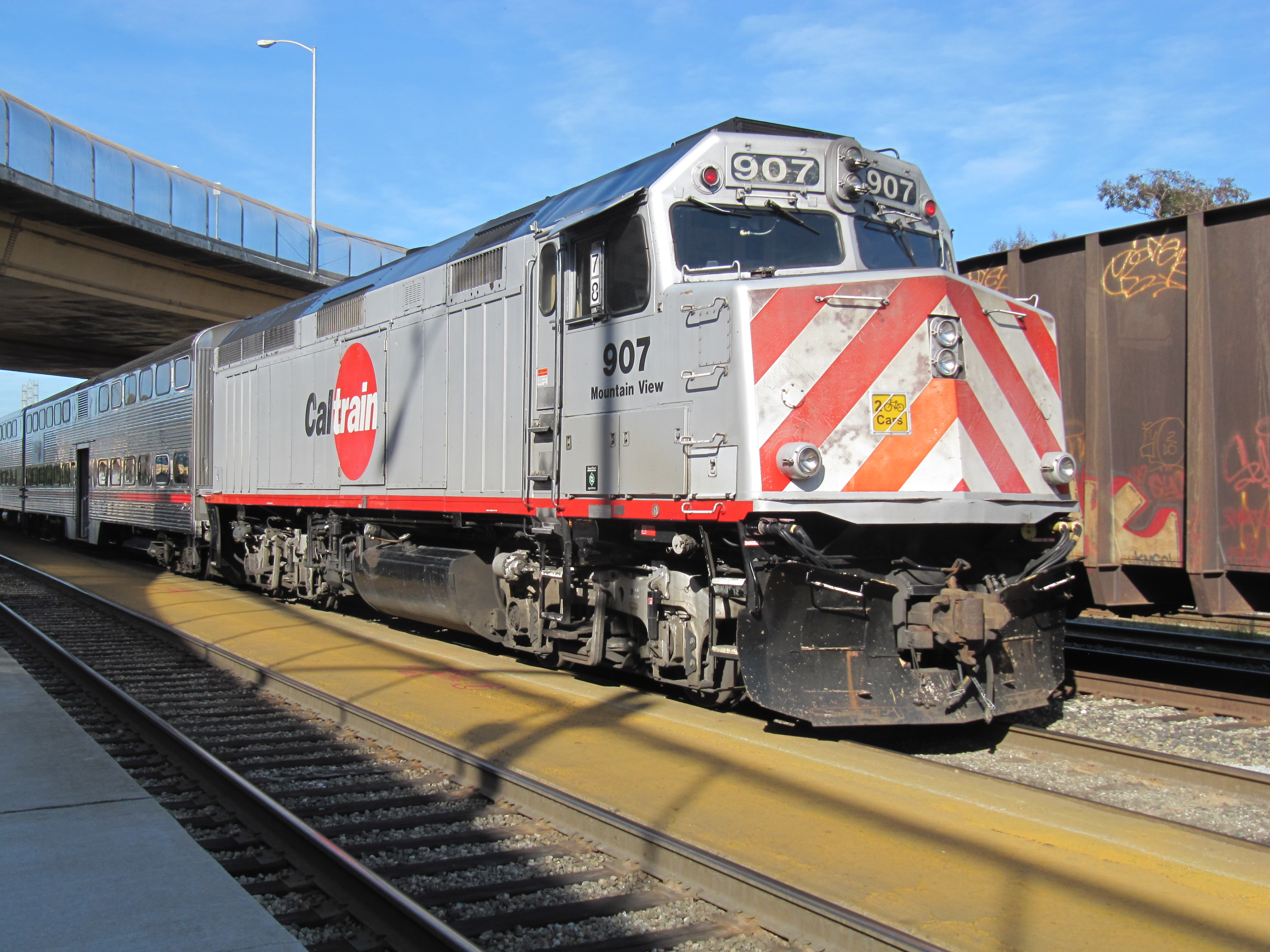
Una de las locomotoras EMD F40PH-2 que fueron donadas por Caltrain.

Se considera que el Tren Lima-Chosica tiene potencial para mejorar la conectividad entre las zonas periféricas y el centro de Lima, lo cual facilita el acceso a servicios, trabajo y educación. Juan de Dios Olaechea, presidente del Ferrocarril Central Andino, señaló que este tren buscará ser un intercambio modal con la red del Metro de Lima y Callao y la línea ferroviaria de pasajeros Lima-Huancayo. Posteriormente informó de que la ruta podrá alcanzar los 100 kilómetros por hora y estará diseñada para movilizar 15 000 pasajeros diarios.
El coste del transporte ferroviario oscilaría entre uno y cinco soles, aunque podría aumentar debido a la necesidad de recuperar la inversión.

### Infraestructura y planificación
La vía ferroviaria original presenta múltiples dificultades para su reactivación, debido a que no cuenta con una infraestructura apropiada. En general, la vía no está dedicada exclusivamente al transporte rápido, ya que se usa principalmente para transportar minerales. Además, la vía está expuesta a puentes de poca altura y los vecinos, en palabras de José Zumarán, están «malacostumbrados al ruido y los remezones» de los trenes.
Con el fin de incrementar la cantidad de pasajeros, se ha propuesto la construcción de un segundo riel, la señalización de la ruta  y un paso a desnivel completo.
El Ministerio de Transporte y Comunicaciones solicitó a la Municipalidad de Lima que presentara estudios técnicos integrales y actualizados que evaluaran la viabilidad económica, social y medioambiental del proyecto (expediente 2274-2025-MTC/19.02). La falta de respuesta del municipio ha generado incertidumbre sobre la viabilidad y el impacto real de la iniciativa.